# Gray Rock
Gray Rock är en kulle i Antarktis. Den ligger i Östantarktis. Nya Zeeland gör anspråk på området. Toppen på Gray Rock är 39 meter över havet.
Terrängen runt Gray Rock är platt åt sydost, men åt nordväst är den kuperad. Trakten är glest befolkad. Närmaste befolkade plats är Browning Pass Station, 19,7 kilometer öster om Gray Rock.